# 国際連合安全保障理事会決議2638
国際連合安全保障理事会決議2638（こくさいれんごうあんぜんほしょうりじかいけつぎ2638、United Nations Security Council Resolution 2638）は、2022年6月22日に国際連合安全保障理事会で採択された決議である。
2022年5月29日に国際司法裁判所の判事アントニオ・アウグスト・カンサード・トリンダージが死去したことを受けて、2022年11月4日に安保理と国際連合総会（第77期）で欠員を補充する選挙が行われることになった。
カンサードは米州人権裁判所の元判事であり、2009年から国際司法裁判所の判事を務めていた。任期は2026年2月までの予定だった。